# 灰白陸寄居蟹
灰白陸寄居蟹（学名：Coenobita rugosus），又名皺紋陸寄居蟹、波紋陸寄居蟹，为陸寄居蟹科陸寄居蟹屬下的一个种。